# Belső szemredő
Mongolredő (angolul: epicanthic fold, vagy rövidebben: epicanthus, latinul: Plica palpebronasalis) a felső szemhéj bőrredője, amely a szem belső sarkát (medialis canthus) fedi. A fedettség jellege és mértéke azonban változó lehet, és a vonatkozó szakirodalom részleges epikantikus ráncok/redők vagy teljesen kifejlődött mongolredők meglétét említi a szemhéj felett.

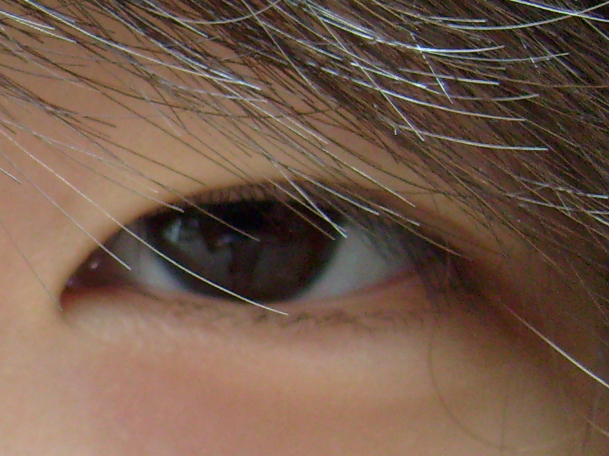
Teljes mongolredő példája

## Megjelenési formái és típusai
- Az epicanthus supraciliaris a homloktól lefelé, a könnyzacskó felé kanyarodva fut.
- Az Epicanthus palpebralis a felső tarsus felett kezdődik és az alsó szemhéjperemig terjed.
- Az Epicanthus tarsalis a felső szemhéj ráncánál ered, és a medialis canthus közelében beleolvad a bőrbe. Ez a típus a leggyakrabban a kelet-ázsiaiaknál fordul elő.
- Az Epicanthus inversus az alsó szemhéj bőrétől a medialis canthus fölött indul és a felső szemhéjig terjed.[2]

## Lehetséges evolúciós okai
A mongolredő pontos evolúciós funkciója és eredete továbbra is ismeretlen.
Az epikantikus vagy mongolredő gyakran jár együtt a szemgolyó körüli nagyobb mértékű zsírlerakódással. Régebben úgy gondolták, hogy a zsírszövet nagyobb szigetelést biztosít a szem és az orrmelléküregek számára a hideg, különösen a fagyos szél hatásaival szemben, és a hideg éghajlathoz való alkalmazkodást jelenti. Azt is feltételezték, hogy maga a redő bizonyos fokú védelmet nyújthat a hóvakság ellen. Bár a délkelet-ázsiai népeknél való megjelenése összefüggésbe hozható a hideghez alkalmazkodott ősök lehetséges leszármazásával, a különböző afrikai népeknél való előfordulása azonban nem magyarázható így. A számos afrikai népnél megtalálható mongolredő feltételezhetően a szemnek a sivatagi és félsivatagi területeken található magas szintű ultraibolya fénytől való védelmével hozható összefüggésbe.
A tudományos magyarázatok között szerepel a véletlenszerű variáció és szelekció (feltehetően szexuális szelekció), vagy a sivatagi környezethez és/vagy a magasan fekvő területeken, például a Himalájában található magas ultraibolya fényhez való alkalmazkodás.
A mongolredő hideghez való alkalmazkodással kapcsolatos klasszikus magyarázatát modern tudósok már elavultnak tartják, mivel az epikantikus redők egyes afrikai populációkban is megjelennek. Dr. Frank Poirier, az Ohiói Állami Egyetem fizikai antropológusa arra a következtetésre jutott, hogy az epikantikus redő kifejlődésének oka valójában a trópusi régiókhoz való alkalmazkodás lehet, amely védi a szemet a túlzott ultraibolya sugárzástól, és már a korai Homo sapiens természetes változatosságának része volt az Afrikából való kivándorlás előtt is.

## Etnikai elterjedtsége

### Leggyakoribb populációk
A mongolredő  legnagyobb gyakorisággal bizonyos népességekben vagy etnikumokban fordulnak elő: kelet-ázsiaiak, délkelet-ázsiaiak, közép-ázsiaiak, észak-ázsiaiak, polinéziaiak, mikronéziaiak, amerikai kontinens őslakosai, meszticek és egyes afrikai népek (különösen a khoisan és nilotikus népek körében). A dél-ázsiaiak közül a bhutániaknál nagyon magas gyakorisággal fordulnak elő. Gyakran előfordul még északkelet-indiaiak, a kirati nép és egyes kelet-indiai adivasi törzsek körében.
Egyes populációkban ez a tulajdonság szinte általános, különösen a kelet-ázsiaiak és a délkelet-ázsiaiak körében, ahol a felnőttek többsége, egyes becslések szerint akár 90%-a rendelkezik ezzel a tulajdonsággal.

### Ritka de mégis létező jelenségként
Az mongolredő más populációkban sőt akár Európában is előfordul, azonban jóval kisebb gyakorisággal, főként  történelem során mongoloid nagyrasszhoz tartozó felmenőkkel valamilyen mértékben keveredett egyének és populációk esetében: 
- európai területeken a mongolredő a leggyakoribb a keleti szlávok körében, azonban még ott is csak kisebbségről beszélhetünk: pl. Oroszország, Ukrajna és Belorusszia, valamint északi finnugor nyelven beszélő országokban: lettek, finnek és az észtek esetében is.
- az északi germán nyelveket beszélő populációkban igen ritka: pl. skandinávok, angolok, írek, valamint a tengerpart közeli északnémet területeken is előfordulhat ritka esetekben (ez a számik genetikai hatása az észak-európai germán nyelveken beszélő régiókban).[7]
- előfordulhat, de jóval ritkábban: Havasalföldön és Moldovában, Lengyelországban, Magyarországon (kunok), litvánoknál.

## Életkor specifikus megjelenése
Az (európai származású) magzat legtöbbször három-hat hónapos terhességi idő után már elveszíti az epikantikus redőit. Az epikantikus redők bármilyen etnikai háttérrel rendelkező kisgyermekek korai fejlődési szakaszaiban láthatók, különösen mielőtt az orrhíd és orrnyereg teljesen kifejlődik azaz kiemelkedik. Azonban az orrhíd és orrnyereg kiemelkedése egyes etnikumoknál (K-ázsiai vagy egyes afrikai származású populációk) minimális vagy egyáltalán nem történik meg még a felnőtt korban sem.

## Európai származású embereknél mint betegségek külső megnyilvánulása
Európai származású emberek esetében a mongolredő előfordulása gyakran nagyon súlyos betegségek, azaz veleszületett fejlődési rendellenességek külső jele is lehet.
- Down-szindróma: 1862-ben John Langdon Down professzor osztályozta a ma Down-szindrómának nevezett betegséget. A professzor erre az állapotra a mongoloid nagyrasszra utaló "Mongol idiótizmus" kifejezést használta.

A betegség felfedezője ezt az akkoriban még orvostudományi körökben is szinte egyeduralkodó fajelméletekből és abból a felfogásából vezette le, hogy a Down-szindrómás gyermekek külső vonásai (mongolredő,  lapos széles orrnyereg és rövid orr, valamint a lapos arc és arccsont, fogsor, fogak alakja és formája, lapos tarkó, a test méretéhez képest rövidebb végtagok) hasonlítanak a mongoloid nagyrasszhoz tartozó népekhez. A gúnyos hangzású "mongol idióta" vagy "mongoloid idióta" kifejezést az 1970-es évek elejéig használták, ma már pejoratívnak, rasszistának és pontatlannak tartják, ezért a felfedezője nevére keresztelték át a súlyos betegséget.
További példák európai emberek esetében:
- Zellweger-szindrómában a mongolredők szintén feltűnőek.[12]
- magzati alkoholszindróma (Fetal Alcohol Spectrum Disorder röviden: FASD);
- fenilketonúria;
- Turner-szindróma.[13]
- Noonan-szindróma A mongolredőkkel olyan betegségek is összefüggésbe hozhatók, amelyek során az orrhíd nem fejlődik ki és nem emelkedik ki. A Down-szindrómában (más néven 21-es triszómiában) szenvedő egyének körülbelül 60%-ának van erősen látható mongolredő a szemen.[14][15]